# Слоести облаци
Слоестите облаци (Stratus) са ниски облаци, характеризиращи се с хоризонтално наслояване с еднородна основа. Обикновено това са плоски, мъгливи облаци без строго определени черти, които се намират на ниска надморска височина и имат различен цвят – от тъмносив до почти бял. Слоестите облаци могат да предизвикат лек ръмеж или ситен сняг. Всъщност, тези облаци представляват висока мъгла, образувана или от вдигането на сутрешна мъгла, или от преминаването на студен въздух ниско над даден район. И докато слабият дъжд е възможно явление, този тип облаци не предполагат някаква определена метеорологична активност.

## Образуване
Слоестите облаци се появяват, когато пласт топъл и влажен въздух се издигне над земята и загуби налягането си, вследствие на адиабатния температурен градиент. Това кара относителната влажност да се увеличи, поради адиабатното охлаждане.
Слоестите облаци изглеждат като сиви до бели пластове, без определени черти. Могат да бъдат съставени от водни капчици, преохладени капчици вода или ледени кристали, в зависимост от температурата на околната среда.

## Видове
- Stratus nebulosus – мътносив, сравнително равномерен слой;[3]
- Stratus fractus – неправилни парцали, чиито очертания се променят непрекъснато и често бързо.[3]

## Разновидности
- Stratus opacus – слой, основната част от който е толкова непрозрачна, че напълно закрива Слънцето или Луната;[3]
- Stratus translucidus – слой, основната част от който е достатъчно прозрачна, за да разкрива очертанията на Слънцето или Луната;[3]
- Stratus undulatus – слой, основната част от който има вълнообразни очертания.[3]

## Влияние
Слоестият облак може да произлиза от слоесто-купест, под въздействието на инверсия, което обикновено говори за продължително облачно време с дъжд за няколко часа и след това разкъсване на облачността. Слоестите облаци могат да се задържат в продължение на дни под условията на антициклон. Често слоестите облаци образуват слаб топъл фронт.
Според някои експерти, слоестите облаци и други ниски облаци съставляват грубо 50% от годишното облачно покритие в полярните области, което има голямо въздействие върху енергийното излъчване и поглъщане.